# El cant de les muntanyes
El cant de les muntanyes (títol preliminar La veu de les muntanyes) és un poema simfònic compost per Felip Pedrell a París, entre el 12 i el 18 de juliol del 1877.

## Context
Segons relata l'autor en la seva autobiografia: «Em vaig posar á escriure les escenes simfòniques Lo cant dels Montanyes, (Veus de les muntanyes les vaig titular, primerament, i no hi ha dubte que el primitiu títol era el més adequat) que constaven dels nombres següents, cadascun amb el seu corresponent epígraf:
I. a) Preludi. Dalt de la serra ne resoná una veu ... De ma infantesa los perfums y recors me porta l'aire
b) Albada. Ix a saludar lo dia que comensa son camí. Tot es dolsura, ma aymia, tot es amor lo mati.
II . a) L' aplech. Los cors plens d'alegria... pujem, pujem, ninetas, pujem á Montserrat.
b) Pregaria. ... La Verge pía muntar fins á sos péus me permitía de las cristianas oracions en alas.
III. La festa (cansons y dansas) ... en mitj dels arbres los concerts s'auzian tot era bell y dols, lo sol en púrpura, la terra en flor ...»
De l'estrena de La veu dels muntanyes es desconeix si va rebre un bon acolliment o no a causa de la polèmica que es va suscitar durant les audicions dels premis en els quals es va presentar. Del jurat que va qualificar les composicions sols una de les cinc persones va defensar l'obra. Posteriorment rebria una rehabilitació completa (compensació).
Pedrell s'inspira en el contingut literari dels poemes simfònics de Liszt, en aquest cas, en Ce qu'on entend sud la montagne (El que s'escolta a la muntanya) de 1848.

## Estructura
1. Preludi - Alborada
2. L'aplec - Pregaria
3. La festa (cançons i danses)

## Discografia
- Albes & Danses. Música simfònica de la Renaixença. Orquestra Simfònica de Barcelona i Nacional de Catalunya. Dir. Jaime Martín (2014) Tritó.